# Mora, Minnesota
Mora là một thành phố thuộc quận Kanabec, tiểu bang Minnesota, Hoa Kỳ. Năm 2010, dân số của thành phố này là 3571 người.

## Dân số
- Dân số năm 2000: 3193 người.
- Dân số năm 2010: 3571 người.